# 大背美流れ
大背美流れ（おおせみながれ）または背美流れ（せみながれ）は、1878年（明治11年）に和歌山県東牟婁郡太地（現・太地町）沖で起きた捕鯨船の海難事故。不漁続きで悪天候の中、沖合まで出漁した捕鯨船団が壊滅し、100人以上の漁師が行方不明となった。日本の捕鯨史上最大の惨事とされる。

## 背景
江戸時代初期の1606年（慶長11年）に紀伊国太地で始まった網取法による捕鯨だったが、幕末になると日本列島近海に到達したアメリカ合衆国の捕鯨船による乱獲が原因で、急速に鯨の数が減少した。帆船で鯨を外洋まで追って捕獲するアメリカ式の捕鯨と異なり、陸上から鯨を探し出漁範囲も沿岸に限定される網取法は捕獲頭数に限界があった。

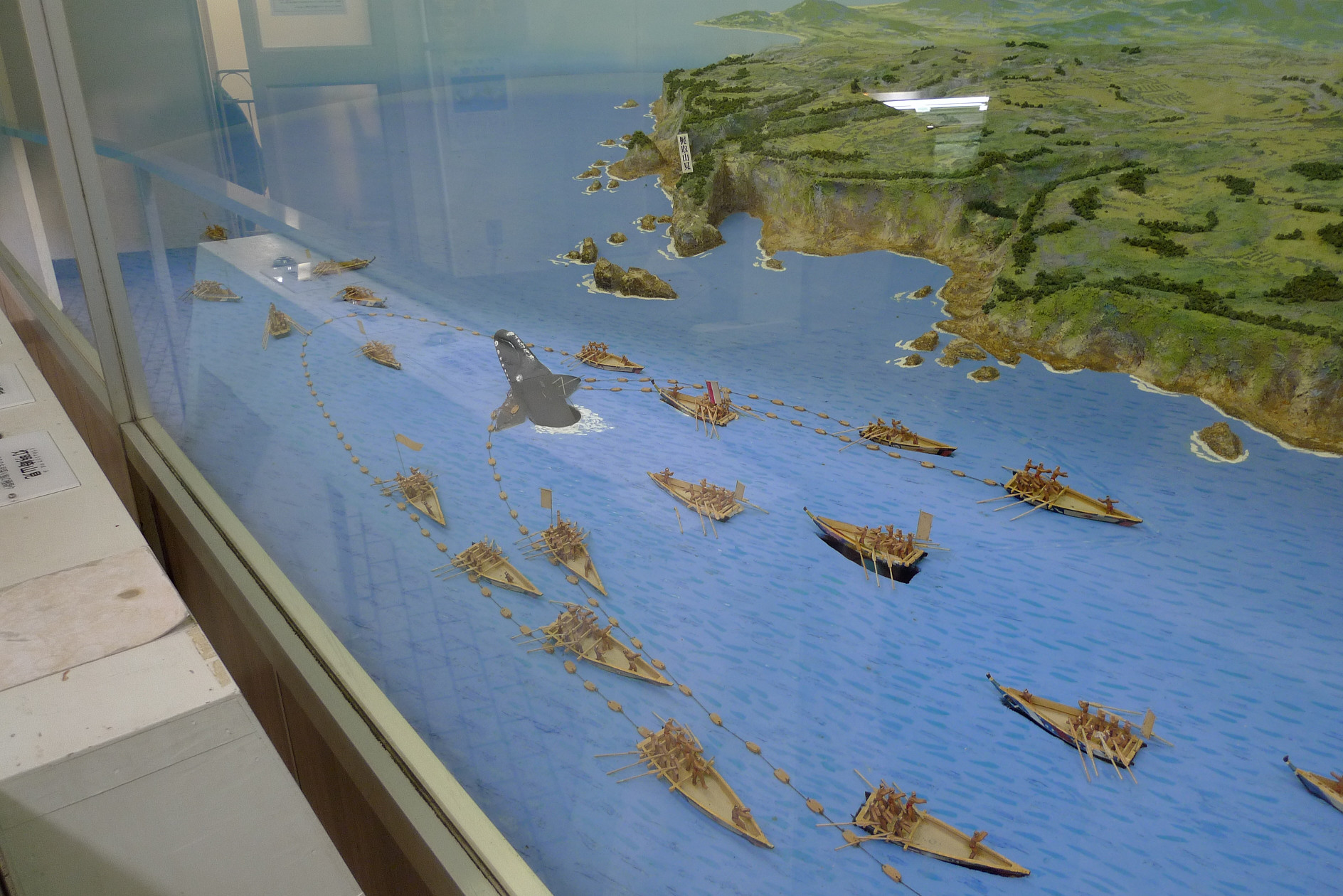
網取法による捕鯨の復元模型（くじらの博物館蔵）
大量の人員や資本を必要とする鯨組の経営では、鯨の不漁が経営の悪化や解散に直結した。

網取法による捕鯨は、船に乗り銛で鯨を捕る羽刺のほかにも、鯨を追い込む勢子や網を張る網船、地上の高台から鯨を探す山見、地上の納屋場（解体場）で鯨を解体する解剖夫、鯨油を採取する役、さらには大工や鍛冶屋、飯炊きなどからなる鯨組と呼ばれる集団で行われていた。太地の鯨組は日雇いを除く常勤の「定抱え」だけで300人から500人もおり、漁期には最大で3,000人にもなる、村内の住民総出の大規模な集団だった。彼等には漁期は勿論のこと、日常的に1人当たり1日1升の米が支給されていたほか、盆や正月、節句などにも「遣り物」と呼ばれる一定額の金銭と米が支給されていた。さらに、操業中の事故による死傷の際には、見舞金や補償金が米と共に支給される高度な生活保障システムが構築されていた。当然、こうした集団の雇用や生活保障システムの維持には大規模な資本が必要だったため、鯨の捕獲頭数の減少で西日本各地の鯨組が衰退の一途を辿り、解散する鯨組も現れた。
一方で、集団を統率し死の危険を伴う捕鯨には、宗教的な信仰や慣行が伴い、様々な禁忌があった。中でも親子連れの鯨は気性が荒く、セミクジラの親子連れは特に荒いことから「背美の子連れは夢にも見るな」とされ、太地の鯨組でも避けていた。

## 事故発生
1878年（明治11年）は特に不漁の年で、太地の村々では年末になっても年を越す支度金も無いほどの困窮に瀕していた。12月24日、雨天の中勢子舟が沖合で親子連れのセミクジラを発見した。雨天しかも夕刻という悪条件、さらに敬遠してきたセミクジラの親子連れだったため、燈明崎にあった山見の責任者である山旦那の和田金右衛門頼芳は、今回の鯨は見逃すと判断した。しかし金右衛門の従弟で鯨組の責任者だった和田覚右衛門は、今回の鯨は天の恵みであり、危険を冒しても鯨組の経営を楽にすべきと主張した。覚右衛門のほかにも、明るい正月を迎えたいという村民の願いは強く、全村挙げての鯨漁が始まった。

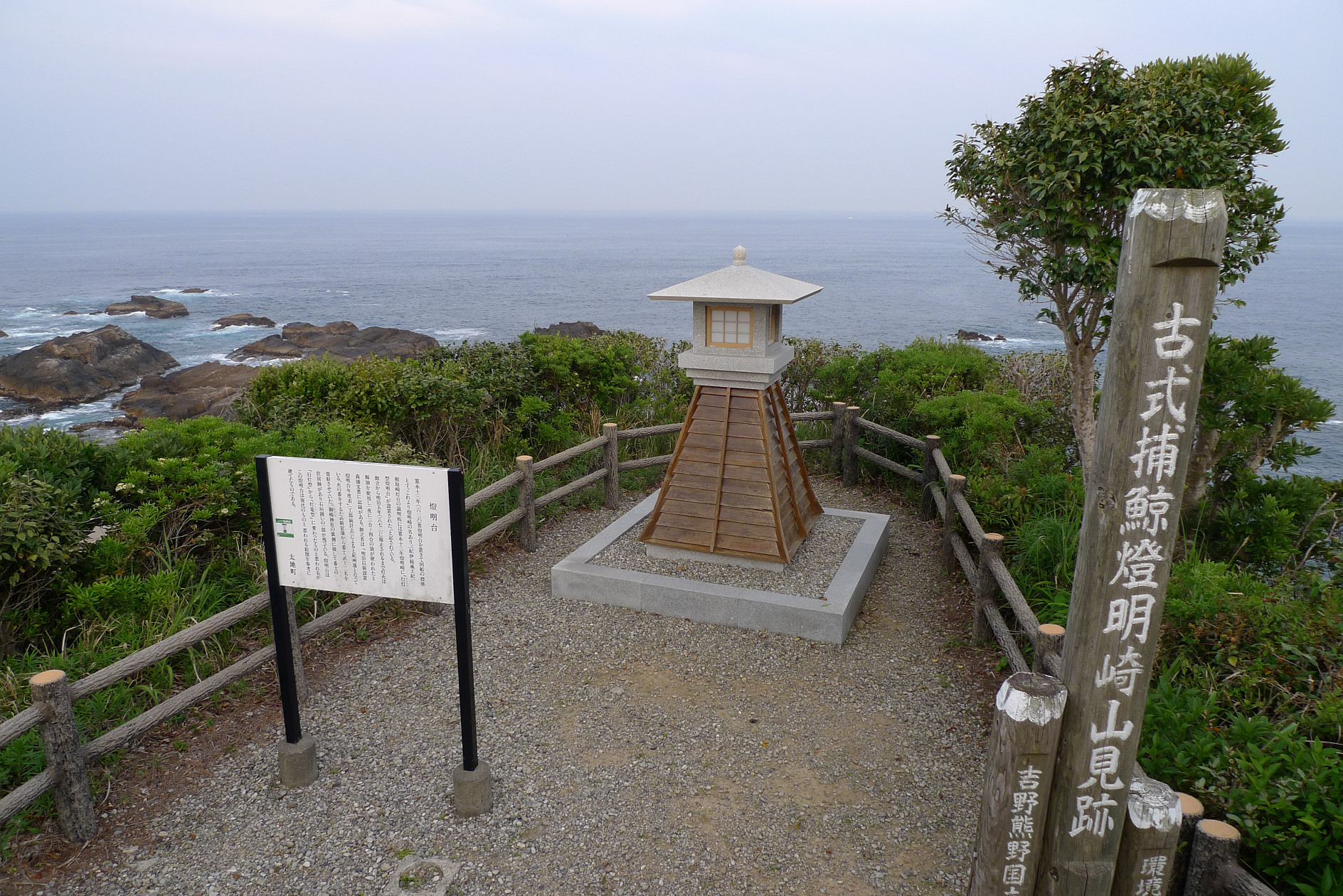
燈明崎にあった山見の跡地（2010年5月3日）
悪天候の中、漂流する捕鯨船団の姿は山見からも見えなくなった。

横殴りの暴風雨に潮の流れが強いため網は1度目は切れ、2度目は外れてしまい、セミクジラは沖に逃れた。船団も鯨を追って沖合に向かい、船団のかがり火は地上からも見えなくなった。船団は夜を徹して鯨を追い、ついに翌12月25日の朝10時に捕獲した。ところが、船団は地上から離れすぎたため太地に戻るのに時間がかかった上、西風が強くなり荒天となった。夕刻になり1隻が水と米を補給するために太地に戻ってきたが、日没も近づいたため、船団は止む無く捕らえた鯨を切り離した。しかし日没後に西風が強くなり、船団はなおも漂流した。
さらに翌日の12月26日には、船団が地上から見えなくなったため、太地では妙法山などに村人を派遣するなど大騒ぎになった。漂流する船団は陸地を見失い、12月27日には綱で船を繋いだが、散らばった船は1隻が沈没し3隻が漂着し全壊したほかは行方不明となり、船団の船全てが失われた。
船を失い漂流した生還者は、マグロ漁船などに救助された。伊豆諸島の神津島に漂着した3名は、3ヶ月以上経った1879年（明治12年）3月18日に太地に戻ることができた。しかし最終的に生還できたのは80名で、8名が死亡し、107名以上が行方不明となった。死者・行方不明者の中には、手伝いの老人や子供も含まれる。

## 影響
1879年2月、和歌山市の第四十三国立銀行の関係者が発起人となり、太地を救済するための支援事務所が和歌山市に設立された。捕鯨船の全てと漁師の大半を失った太地の鯨組は急速に衰退し、経営権は1889年（明治22年）に山口県の財閥に移ったが、1900年（明治33年）に消滅、網取法による捕鯨は途絶えることとなった。村民の多くは、捕鯨に関する職を廃業してアメリカなどに出稼ぎする者もいたが、有力者はボムランス銃を用いるアメリカ式捕鯨による捕鯨の復興を図り、網取式に代わり現れていた、イルカやゴンドウクジラなどの小形鯨類を捕える捕鯨船であるテント舟が普及した。1903年（明治36年）には、アメリカ帰りの前田兼蔵が一度に複数の銛を発射する小型捕鯨銃を開発し、捕鯨銃を搭載し5人がかりの櫓で推進するテント舟が大正時代初期まで太地で用いられた。
金右衛門は事故を後世に伝えるために、『脊美流れの控え』を著した。太地町立太地小学校では、小学6年生が妙法山を訪れ、同書の現代語抄訳を読む防災教育が行われている。
太地には、東の浜に「漂流人紀念碑」が建てられたが、1959年（昭和34年）に平見地区に通じる坂道の中腹に移され、其の後2002年（平成14年）に現在の太地港を望む高台に再移転した。また、1954年（昭和29年）12月24日には、鯨組の宰領の子孫により、順心寺の境内に「太地浦鯨方漂流殉難供養碑」が建てられた。